# Reserve (Luisiana)
Reserve es un lugar designado por el censo ubicado en la parroquia de St. John the Baptist en el estado estadounidense de Luisiana. En el Censo de 2010 tenía una población de 9766 habitantes y una densidad poblacional de 240,05 personas por km².

## Geografía
Reserve se encuentra ubicado en las coordenadas 30°4′23″N 90°33′18″O / 30.07306, -90.55500. Según la Oficina del Censo de los Estados Unidos, Reserve tiene una superficie total de 40.68 km², de la cual 37.71 km² corresponden a tierra firme y (7.31%) 2.98 km² es agua.

## Demografía
Según el censo de 2010, había 9766 personas residiendo en Reserve. La densidad de población era de 240,05 hab./km². De los 9766 habitantes, Reserve estaba compuesto por el 38.01% blancos, el 59.45% eran afroamericanos, el 0.23% eran amerindios, el 0.39% eran asiáticos, el 0.04% eran isleños del Pacífico, el 0.74% eran de otras razas y el 1.15% pertenecían a dos o más razas. Del total de la población el 2.87% eran hispanos o latinos de cualquier raza.